# Андріївка (Березанська селищна громада)
Андрі́ївка (в минулому  — Короєві хутори, хутір Короїв)  — село в Україні, у Березанській селищній громаді Миколаївського району Миколаївської області. Населення становить 146 осіб.